# Augyles tokejii
Augyles tokejii là một loài bọ cánh cứng trong họ Heteroceridae. Loài này được Nomura miêu tả khoa học đầu tiên năm 1958.